# Montesquieu-Guittaut
Montesquieu-Guittaut település Franciaországban, Haute-Garonne megyében. Lakosainak száma 171 fő (2022. január 1.). Montesquieu-Guittaut Anan, Montbernard, Péguilhan, Puymaurin, Saint-Ferréol-de-Comminges és Saint-Laurent községekkel határos.

## Népesség
A település népességének változása:
| Lakosok száma | 182  | 146  | 108  | 119  | 180  | 176  | 176  | 179  | 177  | 171  |
|               | 1968 | 1982 | 1990 | 2006 | 2013 | 2015 | 2017 | 2019 | 2020 | 2022 |